# Manuel Ettelt
Manuel Ettelt (* 26. April 1979 in Lübz) ist ein deutscher Schauspieler.

## Leben
Manuel Ettelt wollte bereits als Kind Schauspieler werden und sammelte seine ersten Bühnenerfahrungen während seiner Schulzeit in der Theater-AG. Er absolvierte zunächst eine Ausbildung zum Koch mit beruflichen Stationen in Mecklenburg-Vorpommern, der Schweiz und Berlin und machte 2003 seinen Abschluss zum Küchenmeister an der Hotelakademie Berlin.
Seine Schauspielausbildung absolvierte er von 2005 bis 2008 an der Hamburg School of Entertainment. Ab 2009 spielte er beim „Jahrmarkttheater“, einem frei produzierenden Theater im Landkreis Uelzen, unter der Regie von Thomas Matschoss klassische Theaterrollen, u. a. Horatio in Hamlet, Orsino in Was ihr wollt, Florindo in Der Diener zweier Herren und Caderousse in Der Graf von Monte Christo. 2010 und in der Spielzeit 2011/12 gastierte er am Schmidt Theater in Hamburg. Weitere Theaterengagements hatte er an der „Komödie Kassel“ (2010/11) und am „Hoftheater Hamburg“ (2013). Regelmäßig trat er auf dem „Theaterschiff Lübeck“ und dem „Theaterschiff Bremen“ auf. 
Seit 2013 spielt er regelmäßig den Jungbauern Jan Jensen in der Komödie Landeier – oder Bauern suchen Frauen, u. a. an der Comödie Dresden, beim Görlitzer Sommer, bei den Freiberger Sommernächten und in der Waldbühne Johnsdorf.
In der Spielzeit 2015/16 gastierte er an der „Komödie Bielefeld“ in Loriot’s Dramatische Werke. 2017 war er mit seinem Soloprogramm Macho Man auf Deutschlandtournee und gab am Packhaustheater Bremen mit der Komödie Schwanensee in Stützstrümpfen sein Regiedebüt. Anschließend inszenierte er weitere Produktionen und ist auch weiterhin als Theaterregisseur tätig. In der Spielzeit 2018/19 spielte er an der Seite von Mona Freiberg und Bernd Helfrich in Landeier – oder Bauern suchen Frauen an der Komödie im Bayerischen Hof. Seit Sommer 2022 organisiert er mit Jaqueline Batzlaff und Christian D. Trabert die jährlichen Burgfestspiele Plau am See.
Manuel Ettelt wirkte auch in einigen Film- und TV-Produktionen mit. In der Fernsehkomödie Vier kriegen ein Kind (2015) spielte er in einer Nebenrolle den Bruder der Zahntechnikerin Steff Breuer (Friederike Kempter).
Manuel Ettelt lebt in Hamburg.

## Filmografie (Auswahl)
- 2010: Silent Station (Kurzfilm)
- 2011: Home Sweet Home (Kurzfilm)
- 2012: Notruf Hafenkante: Der Prozess (Fernsehserie, eine Folge)
- 2013: Alfred Brehm – Die Gefühle der Tiere (Fernsehdokumentation)
- 2015: Vier kriegen ein Kind (Fernsehfilm)